# Attentat de la rue de Rohan
L'attentat de Rohan, parfois appelé l'attentat du Louvre, est un attentat anarchiste qui se déroule le 31 mai 1905, à l'intersection de la rue de Rohan et de la rue de Rivoli à Paris. Il vise le roi d'Espagne, Alphonse XIII, et le président français, Émile Loubet. L'attentat ne fait aucun mort mais blesse vingt-et-une personnes. Possiblement organisé par des anarchistes catalans, l'attentat conduit à l'arrestation de quatre suspects par la police. Cependant, ces suspects n'ont aucun lien réel avec l'attentat, hormis leur appartenance à la gauche ou au mouvement anarchiste, et tous sont acquittés. Le principal suspect, un certain Aviño, connu de la police française sous le nom d'Alexandre Farras, reste introuvable et n'est jamais arrêté.

## Histoire

### Contexte
Alphonse XIII est en visite à Paris lorsque la police française apprend l'existence d'un complot anarchiste catalan visant à l'assassiner, soit sur le trajet vers Paris, soit dans la ville même.

### Déroulé
Le roi et le président traversent la capitale le 31 mai 1905,. Alors que leur procession atteint l'intersection de la rue de Rohan et de la rue de Rivoli, deux bombes sont lancées depuis la foule,. Les bombes frappent la procession, explosent et blessent grièvement les chevaux de l’escorte, en tuant un. Au total, 21 personnes sont blessées dans l’explosion, mais aucune n’est tuée. Au milieu du chaos qui s’ensuit, la procession parvient à échapper à la foule, qui arrête plusieurs personnes soupçonnées de participation à l’attaque.

### Suites
Les individus arrêtés après l’attentat sont « deux Français, Charles Malato et Caussanel, un Anglais, Harvey, et un militant espagnol, Pedro Vallina (es) »,. Selon la police, ils sont soupçonnés de faire partie d’un complot aux côtés du principal suspect. Ils restent en détention jusqu’à leur procès en décembre 1905 et sont finalement tous acquittés, puisque rien ne les relie à l'attentat, ils ont seulement des affiliations de gauche ou anarchistes.
La police soupçonne un certain Alexandre Farras, peut-être un pseudonyme pour un individu nommé Aviño, et distribue des photographies et des croquis du principal suspect aux bureaux de douane, aux ports et à d’autres points de transit. Malgré ces efforts, il n’est jamais appréhendé et disparaît sans laisser de trace.